# Mylothris ochracea
Mylothris ochracea är en fjärilsart som beskrevs av Aurivillius 1895. Mylothris ochracea ingår i släktet Mylothris och familjen vitfjärilar. Inga underarter finns listade i Catalogue of Life.